# Лінікес Терон
Лінікес Терон (нар. 4 січня 1995) — колишня намібійська тенісистка.
Найвищу одиночну позицію світового рейтингу — 1 місце досягла 12 червня 2017, парну — 1 місце — 23 листопада 2015 року.

## Фінали ITF

### Парний розряд: 1 (0–1)
| Легенда          |
| ---------------- |
| Турніри $100,000 |
| Турніри $75,000  |
| Турніри $50,000  |
| Турніри $25,000  |
| Турніри $10,000  |

| Фінали за покриттям |
| ------------------- |
| Тверде (0–0)        |
| Ґрунт (0–1)         |
| Трава (0–0)         |
| Килим (0–0)         |

| Результат | Дата           | Турнір                   | Покриття | Партнерка   | Суперниця                                  | Рахунок  |
| --------- | -------------- | ------------------------ | -------- | ----------- | ------------------------------------------ | -------- |
| Поразка   | 12 червня 2015 | Антананаріву, Мадагаскар | Ґрунт    | Мадрі Ле Ру | Сандра Андріамаросоа Зара Разафімахатратра | 3–6, 2–6 |

## Участь у Кубку Федерації

### Одиночний розряд
| Розіграш                                  | Стадія | Дата           | Місце               | Супротивник | Покриття | Суперниця            | W/L | Рахунок       |
| ----------------------------------------- | ------ | -------------- | ------------------- | ----------- | -------- | -------------------- | --- | ------------- |
| 2012 Fed Cup Europe/Africa Zone Group III | R/R    | 18 квітня 2012 | Каїр, Єгипет        | Туніс       | Ґрунт    | Nour Abbès           | L   | 2–6, 2–6      |
| 2012 Fed Cup Europe/Africa Zone Group III | R/R    | 19 квітня 2012 | Каїр, Єгипет        | Cyprus      | Ґрунт    | Mara Argyriou        | L   | 6–7(5–7), 2–6 |
| 2013 Fed Cup Europe/Africa Zone Group III | R/R    | 8 травня 2013  | Кишинів, Молдова    | Данія       | Ґрунт    | Marie Jespersen      | L   | 4–6, 2–6      |
| 2013 Fed Cup Europe/Africa Zone Group III | R/R    | 9 травня 2013  | Кишинів, Молдова    | Morocco     | Ґрунт    | Надя Лаламі          | L   | 6–1, 2–6, 0–6 |
| 2013 Fed Cup Europe/Africa Zone Group III | P/O    | 11 травня 2013 | Кишинів, Молдова    | Норвегія    | Ґрунт    | Melanie Stokke       | L   | 3–6, 2–6      |
| 2015 Fed Cup Europe/Africa Zone Group III | P/O    | 17 квітня 2015 | Ульцинь, Чорногорія | Ісландія    | Ґрунт    | Anna Soffia Grönholm | W   | 6–1, 6–4      |

### Парний розряд
| Розіграш                                  | Стадія | Дата           | Місце               | Супротивник | Покриття   | Партнерка            | Суперниці                                | W/L | Рахунок       |
| ----------------------------------------- | ------ | -------------- | ------------------- | ----------- | ---------- | -------------------- | ---------------------------------------- | --- | ------------- |
| 2012 Fed Cup Europe/Africa Zone Group III | R/R    | 18 квітня 2012 | Каїр, Єгипет        | Туніс       | Ґрунт      | Kerstin Gressmann    | Nour Abbès Mouna Jebri                   | W   | 7–6(7–4), 6–4 |
| 2012 Fed Cup Europe/Africa Zone Group III | R/R    | 19 квітня 2012 | Каїр, Єгипет        | Moldova     | Ґрунт      | Lesedi Sheya Jacobs  | Юлія Хелбет Melisa Martinov              | W   | 6–1, 3–6, 6–3 |
| 2013 Fed Cup Europe/Africa Zone Group III | R/R    | 8 травня 2013  | Кишинів, Молдова    | Данія       | Ґрунт      | Rieke Honiball       | Малу Ейдесгаард Май Граге                | L   | 0–6, 0–6      |
| 2013 Fed Cup Europe/Africa Zone Group III | R/R    | 9 травня 2013  | Кишинів, Молдова    | Morocco     | Ґрунт      | Rieke Honiball       | Фатіма Ель Алламі Надя Лаламі            | L   | 1–6, 3–6      |
| 2013 Fed Cup Europe/Africa Zone Group III | P/O    | 11 травня 2013 | Кишинів, Молдова    | Норвегія    | Ґрунт      | Rieke Honiball       | Андреа Роголт Melanie Stokke             | L   | 2–6, 4–6      |
| 2014 Fed Cup Europe/Africa Zone Group III | R/R    | 5 лютого 2014  | Таллінн, Естонія    | Естонія     | Тверде (i) | Lesedi Sheya Jacobs  | Ева Паалма Тетяна Воробйова              | L   | 5–7, 2–6      |
| 2014 Fed Cup Europe/Africa Zone Group III | R/R    | 6 лютого 2014  | Таллінн, Естонія    | Вірменія    | Тверде (i) | Lesedi Sheya Jacobs  | Ані Амірагян Milena Avetisyan            | W   | 7–6(7–5), 6–2 |
| 2014 Fed Cup Europe/Africa Zone Group III | P/O    | 8 лютого 2014  | Таллінн, Естонія    | Норвегія    | Тверде (i) | Lesedi Sheya Jacobs  | Ida Seljevoll Skancke Melanie Stokke     | L   | 2–6, 3–6      |
| 2015 Fed Cup Europe/Africa Zone Group III | R/R    | 16 квітня 2015 | Ульцинь, Чорногорія | Moldova     | Ґрунт      | Lesedi Sheya Jacobs  | Юлія Хелбет Александра Перпер            | L   | 3–6, 2–6      |
| 2015 Fed Cup Europe/Africa Zone Group III | P/O    | 17 квітня 2015 | Ульцинь, Чорногорія | Ісландія    | Ґрунт      | Lize-Elfrida Moolman | Hera Brynjarsdóttir Anna Soffia Grönholm | W   | 6–1, 6–0      |